# الصناديق المضغوطة
صناديق السجائر المضغوطة Box-pressed (أو المضغوط بالمربع) عادة ما يتم تعبئته في طبقتين داخل صندوق سيجار واسع مسطح يحتوي على غطاء ملتصق أو مفصلي، وعادةً ما يتم تصنيعه من الخشب المغطى بالورق أو الورق المقوى (بدلاً من خزانة خشبية بسيطة).
يتم ضغط جوانب السجائر المضغوطة بلطف (حتى يصبح السيجار مربعًا) قبل التعبئة؛ وذلك لأن الصندوق أضيق بشكل بسيط مما يجب أن يكون عليه عادة لاحتواء نفس عدد السجائر الدائرية، مما يضمن تعبئتها بإحكام ويقلل من حجم الصندوق. يعتبر ضغط الصندوق أيضًا تقنية يقول بعض الناس أنها تمنح السيجارة رسمًا واحتراقًا أفضل.

## انظر المزيد
- اختيار الخزانة